# Atreyu
Atreyu ist eine 1998 gegründete US-amerikanische Metalcore-Band aus Orange County, Kalifornien. Ihr Name bezieht sich auf eine der Hauptfiguren des Romans Die unendliche Geschichte.

## Bandgeschichte
Der Sänger Alex Varkatzas, der Schlagzeuger Brandon Saller und der Gitarrist Dan Jacobs gründeten die Band in Orange County in Kalifornien unter dem Namen „Retribution“. Mit Visions veröffentlichte die Band 1998 die erste Demo unter dem Bandnamen „Atreyu“. Drei Jahre später ersetzte Chris Thomson den früheren Bassisten Brian O’Donnell und auch Travis Miguel stieß in diesem Zeitraum zur Band. 2001 veröffentlichten sie die EP Fractures in Facade of Your Porcelain Beauty, auf der der Schlagzeuger Brandon Saller zum ersten Mal auch sang.
Im Jahr 2002 unterschrieb Atreyu einen Vertrag mit dem Label Victory Records, das schon im Juni 2002 das Debütalbum Suicide Notes and Butterfly Kisses veröffentlichte. Erste amerikaweite Tourneen folgten und es kam auch zu den ersten Auftritten in Europa. Als Single-Auskopplungen dieses Albums wurden die Songs Ain´t Love Grand und Lip Gloss and Black ausgewählt. Im Jahr 2004 spielte Atreyu auf dem Ozzfest, veröffentlichte im Februar 2004 eine auf 25.000 Stück begrenzte Ausgabe von Suicide Notes and Butterfly Kisses mit DVD und schließlich im Juni das zweite Album, das The Curse getauft wurde. Bassist Chris Thomson entschloss sich noch vor den Aufnahmen zu The Curse, die Band in Freundschaft zu verlassen, da er sich mehr um seine Familie kümmern und außerdem seine Ausbildung im Lehrberuf fortsetzen wollte. Chris wurde kurzfristig von einem langjährigen Freund der Band, Porter 'Marc' McKnight, ersetzt. Ebenfalls 2004 veröffentlichte das YA BABY! String Quartet ein String Quartet Tribute to Atreyu.
2005 folgte die Thick as Thieves Tour, die zugleich auch die erste Welttournee der Band war und auch durch Länder wie Australien und Japan führte. Nach der eigenen Tour spielte Atreyu im Juni 2005 auf der Warped Tour. Am 23. März 2006 erschien das Album A Death-Grip on Yesterday, noch vorher wurde das Stück Her Portrait in Black exklusiv auf dem Soundtrack zu Underworld: Evolution veröffentlicht. Auf A Death-Grip on Yesterday sang erstmals auch der Bassist Marc McKnight. Einige Monate später trennte sich die Band von ihrem langjährigen Label Victory Records und wechselte zu Hollywood Records. Zum Abschied von Victory Records erscheint im Oktober 2006 ihr letztes Video The Theft unter Victory Records. Daneben erschien eine Best Of-Veröffentlichung.
Am 28. August 2007 hat die Band ihr Album Lead Sails Paper Anchor veröffentlicht, mit der ersten Singleauskopplung, welche den selbigen Namen hat, wie die geplant folgende US-Tour Becoming the Bull. Am 23. Oktober 2009 wurde ihr neues Studioalbum Congregation of the Damned veröffentlicht. Von 2011 bis Juli 2014 legte die Band eine Pause ein. Am 1. Juli 2014 gab die Band auf ihrer Facebookseite bekannt, dass sie wieder zusammen Musik machen werden.
Am 11. Mai 2013 forderte die Band ihre Fans dazu auf, einen Beitrag in Facebook zu teilen, wenn sie einen neuen Atreyu-Song hören möchten. In einem darauffolgenden Beitrag erklärten sie, dass sie diesen Song kostenlos zur Verfügung stellen möchten und es ein Lied im Stile des Albums „The Curse“ werden würde.
Am 30. September 2020 gab die Band offiziell auf ihrer Instagram-Seite bekannt, dass Frontman Alex Varkatzas und die Band ab sofort einvernehmlich getrennte Wege gehen.
Oktober 2020 gab die Band offiziell bekannt, dass fortan Brandon Saller den Wechsel von Drums zum Frontmann übernähme und Bassist Porter 'Marc' McKnight als zweiter Vokalist vortreten würde. Gleichzeitig wurde Kyle Rosa, ein Freund und Bandkollege von Brandon Saller aus dem gemeinsamen Projekt 'Hell or Highwater', als neuer Drummer vorgestellt.

## Diskografie

### Alben
| Jahr | Titel Musiklabel                                   | Höchstplatzierung, Gesamtwochen, AuszeichnungChartplatzierungen (Jahr, Titel, Musiklabel, Platzierungen, Wochen, Auszeichnungen, Anmerkungen) | Höchstplatzierung, Gesamtwochen, AuszeichnungChartplatzierungen (Jahr, Titel, Musiklabel, Platzierungen, Wochen, Auszeichnungen, Anmerkungen) | Anmerkungen                                               |
| Jahr | Titel Musiklabel                                   | UK | US | Anmerkungen                                               |
| ---- | -------------------------------------------------- | --- | --- | --------------------------------------------------------- |
| 2002 | Suicide Notes and Butterfly Kisses Victory Records | — | — | Erstveröffentlichung: 4. Juni 2002                        |
| 2004 | The Curse Victory Records                          | — | US32 Gold · (7 Wo.)US | Erstveröffentlichung: 29. Juni 2004 Verkäufe: + 500.000   |
| 2006 | A Death-Grip on Yesterday Victory Records          | UK92 (1 Wo.)UK | US9 (11 Wo.)US | Erstveröffentlichung: 28. März 2006                       |
| 2007 | Best of… Victory Records                           | — | US103 (3 Wo.)US | Erstveröffentlichung: 23. Januar 2007                     |
| 2007 | Lead Sails Paper Anchor Hollywood Records          | UK61 (1 Wo.)UK | US8 Gold · (27 Wo.)US | Erstveröffentlichung: 28. August 2007 Verkäufe: + 500.000 |
| 2009 | Congregation of the Damned Hollywood Records       | — | US18 (3 Wo.)US | Erstveröffentlichung: 27. Oktober 2009                    |
| 2015 | Long Live Spinefarm Records                        | UK96 (1 Wo.)UK | US26 (1 Wo.)US | Erstveröffentlichung: 18. September 2015                  |
| 2018 | In Our Wake Spinefarm Records                      | — | US72 (1 Wo.)US | Erstveröffentlichung: 12. Oktober 2018                    |
| 2021 | Baptize Spinefarm Records                          | — | — | Erstveröffentlichung: 4. Juni 2021                        |
| 2023 | The Beautiful Dark of Life Spinefarm Records       | — | — | Erstveröffentlichung: 1. Dezember 2023                    |

### EPs und Demos
- 1998: Visions
- 2001: Fractures in the Facade of Your Porcelain Beauty
- 2006: Atreyu and Dead to Fall-Split
- 2010: Covers of the Damned E.P.
- 2023: The Hope of a Spark[5]
- 2023: The Moment You Find Your Flame[6]

### Singles
Suicide Notes and Butterfly Kisses
- 2002: Ain’t Love Grand
- 2002: Lip Gloss and Black

The Curse
- 2004: Right Side of the Bed
- 2005: The Crimson
- 2005: Bleeding Mascara

A Death-Grip on Yesterday
- 2006: Ex’s and Oh’s
- 2006: The Theft
- 2006: Shameful (Promo)

Lead Sails Paper Anchor
- 2007: Becoming the Bull (US: Gold)
- 2007: Doomsday
- 2008: Slow Burn
- 2008: Falling Down (US: Gold)

Congregation of the Damned
- 2009: Storm to Pass
- 2010: Lonely

Catastrophe
- 2020: Catastrophe

Baptize
- 2021: Warrior
- 2021: Underrated

### Soundtrackbeiträge
- 2004: Right Side of the Bed (Burnout 3 Takedown „Videospiel PS2“)
- 2005: You Give Love a Bad Name (Mr.-und-Mrs.-Smith-Soundtrack)
- 2006: Her Portrait in Black (Underworld: Evolution-Soundtrack)
- 2010: Ravenous (Guitar Hero 6: Warriors of Rock)

## Auszeichnungen für Musikverkäufe
Anmerkung: Auszeichnungen in Ländern aus den Charttabellen bzw. Chartboxen sind in ebendiesen zu finden.
| Land/RegionAuszeichnungen für Musikverkäufe (Land/Region, Auszeichnungen, Verkäufe, Quellen) | Gold     | Platin | Verkäufe  | Quellen  |
| -------------------------------------------------------------------------------------------- | -------- | ------ | --------- | -------- |
| Vereinigte Staaten (RIAA)                                                                    | 4× Gold4 | —      | 2.000.000 | riaa.com |
| Insgesamt                                                                                    | 4× Gold4 | —      |           |          |